# Mirosław Dreszer
Mirosław Jan Dreszer (ur. 28 sierpnia 1965 w Tychach) – polski piłkarz grający na pozycji bramkarza, trener.

## Kariera piłkarska
Wychowanek GKS Tychy. W sezonach 1984/85 i 1985/86 występował w Legii Warszawa (dwa mecze). W 1984 był bramkarzem reprezentacji Polski U-18, która zajęła trzecie miejsce w mistrzostwach Europy. Następnie przez pięć kolejnych sezonów był zawodnikiem GKS Katowice, w barwach którego wystąpił w 57 spotkaniach ligowych, sięgając ponadto w sezonie 1990/91 po Puchar Polski. Podczas występu w Pucharze Zdobywców Pucharów 1986/87 w meczu 1/8 finału ze szwajcarskim FC Sion doznał bardzo niebezpiecznej kontuzji – konieczna okazała się później operacja usunięcia śledziony. Sprawcą był napastnik Dominique Ciña.
W latach 1992–1994 występował w Bundeslidze w barwach VfL Osnabrück oraz Eintrachtu Trewir. Wrócił do Polski w sezonie 1994/95, zostając zawodnikiem Zagłębia Lubin. W barwach tego klubu zaliczył 87 występów ligowych. W sezonie 1997/98 w 25 spotkaniach bronił bramki chorzowskiego Ruchu.
Następnie ponownie wyjechał do Niemiec, gdzie występował w barwach 1. FC Magdeburg.
Ogółem wystąpił w 171 meczach I i II ligi polskiej.